# American Basketball League III
Amb el nom d'American Basketball League es creà l'any 1996 una lliga independent de bàsquet en categoria femenina als Estats Units. Coincidí en el temps amb una altra competició de bàsquet femenina, la WNBA, fet que feu que la ABL perdés pistonada, ja que no podia competir econòmicament amb la primera, que estava recolzada per al NBA.
Alguns equips de la ABL, Chicago, Portland i Seattle, van rebre una plaça a la WNBA.

## Franquícies
- Atlanta Glory
- Chicago Condors 1998
- Colorado Xplosion
- Columbus Quest
- Long Beach StingRays 1997-98
- Nashville Noise 1998
- New England Blizzard
- Philadelphia Rage 1997-98
- Portland Power
- Richmond Rage 1996-97
- San Jose Lasers
- Seattle Reign

## Historial
- 1996-97: Columbus Quest 3-2 Richmond Rage
- 1997-98: Columbus Quest 3-2 Long Beach StingRays
- 1998-99: competició abandonada el desembre de 1998.